# Lasaia cutisca
Lasaia cutisca is een vlindersoort uit de familie van de prachtvlinders (Riodinidae), onderfamilie Riodininae.
Lasaia cutisca werd in 1998 beschreven door Hall, J & Willmott.